# Jaime de los Santos
Jaime Miguel de los Santos González (Madrid, 6 de agosto de 1978) es un político, historiador del arte y escritor español. Pertenece al Partido Popular (PP).

## Trayectoria
Licenciado en Historia del Arte, con veintiséis años comenzó a trabajar para la Agencia de Comunicación REPLICA como jefe de prensa. Ejerció tal función durante seis años, hasta que en 2010 accedió al cargo de Director Creativo de la empresa [Sintítulo] Proyectos S.L. 
En 2012, bajo el mandato de Mariano Rajoy, accedió al puesto de Consejero Técnico del Gabinete de la Presidencia del Gobierno. Tres años más tarde, el 30 de julio de 2015, fue nombrado director general de Promoción Cultural de la Comunidad de Madrid.
Nombrado el 25 de septiembre de 2017 en virtud del Decreto 57/2017 como consejero de Cultura, Turismo y Deportes de la Comunidad de Madrid, tomó posesión del cargo el 26 de septiembre.
En junio de 2021 fue designado senador autonómico por la Asamblea de Madrid.
Desde mayo de 2022 hasta julio de 2025 ocupó la Secretaria ejecutiva de Cultura del PP. Desde entonces es Vicesecretario de Educación e Igualdad y miembro del comité de dirección de Alberto Núñez Feijóo.
En 2022 publicó su primera novela, Si te digo que lo hice (editorial Espasa).
El 23 de julio de 2023 fue elegido Diputado Nacional por la circunscripción de Madrid.
Firma cada semana una columna de opinión dedicada a la cultura en El Confidencial y colabora cada semana en el programa “Espejo Público” (Antena 3).

## Vida privada
Jaime de los Santos ha hecho pública su homosexualidad.
Además, en apariciones en los medios[¿dónde?] se ha proclamado como "católico".